# August Wilhelm Thienemann

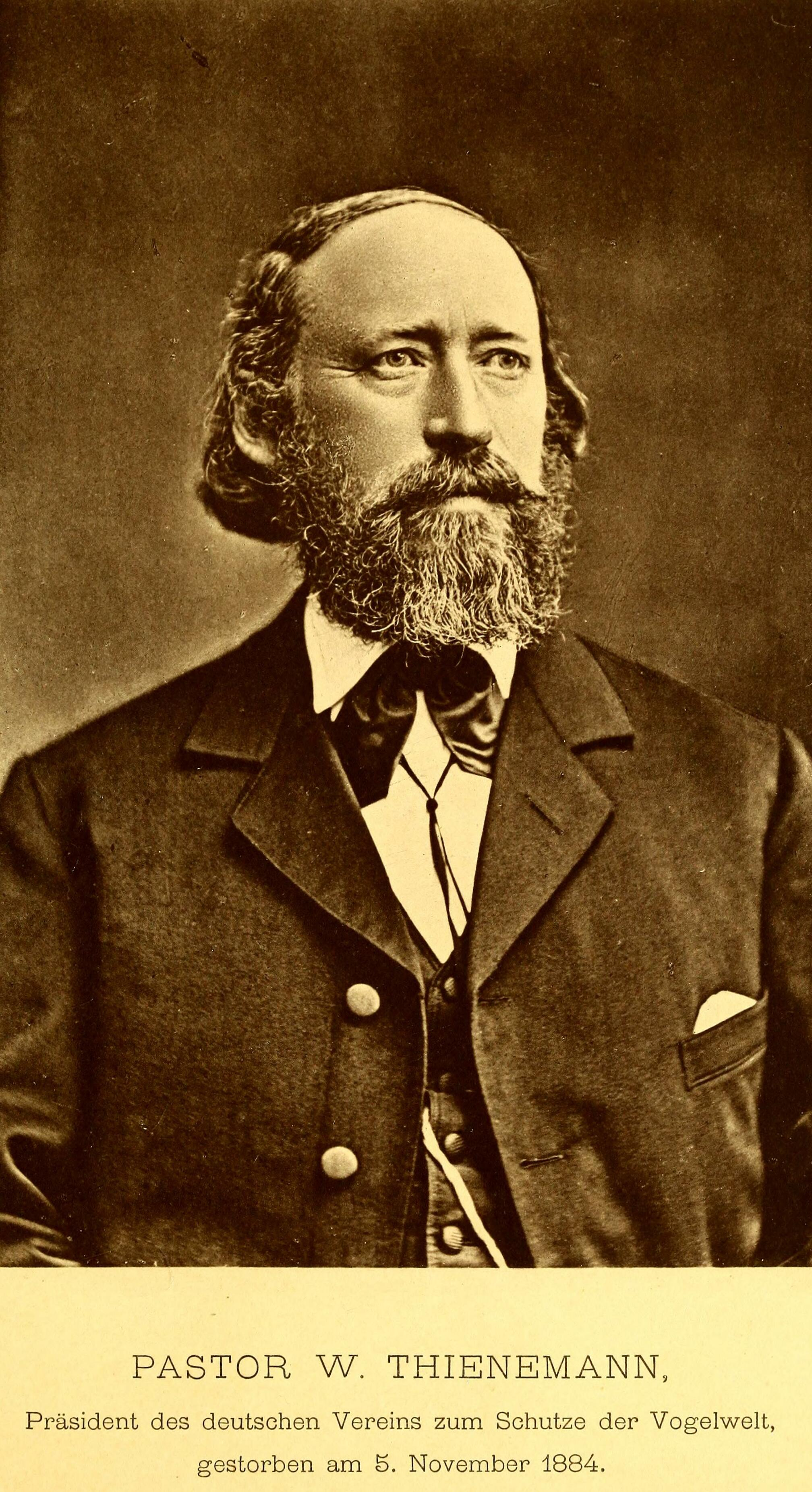
August Wilhelm Thienemann (1830–1884)

August Wilhelm Thienemann (* 24. April 1830 in Droyßig; † 5. November 1884 in Zangenberg) war ein deutscher Pfarrer, Ornithologe und Vogelschützer.

## Leben und Wirken
Sein Vater Georg August Wilhelm Thienemann (1781–1863) war ebenfalls Theologe und Ornithologe und so war es nicht verwunderlich, dass er sich mit diesem Forschungsgebiet von frühester Jugend an beschäftigte. Auch sein Sohn Johannes Thienemann (1863–1938) und sein Großvater Johann August Thienemann (1749–1812) waren bedeutende Ornithologen ihrer Zeit. Sein Onkel Friedrich August Ludwig Thienemann (1793–1858) war ein bekannter Arzt und Naturforscher. Schon als Knabe sammelte August Wilhelm Vogeleier, Steine, Muscheln, Knöpfe, Topfhenkel und vieles mehr. Aus diesem kindlichen Spiel entwickelte sich schließlich ernsthafte Wissenschaft. Die Hinterlassenschaft seiner Eiersammlung galt bei seinem Tode als eine der komplettesten und vorbildlichsten ihrer Zeit. Obwohl er sich mit der Systematik auskannte, galt er nicht als Systematiker. Stattdessen legte er den Fokus auf die Beobachtung von Tieren, sowie auf die Pflege und den Schutz von Vögeln. An seinem Pfarrhof in Zangenberg hatte er große Voliere, in denen er seltenere einheimische und exotische Vögel hielt. Vorzugsweise von seiner Veranda aus studierte er den Gesang der Vögel. In seinem Notizbuch hielt er akribisch den Gesang von Kardinälen, Grasmücken oder des Hahns der Nachbarschaft fest.
Im Jahr 1876 und 1877 gab Eugen Dietrich Adalbert von Schlechtendal (1830–1881) erstmals die Monatsschrift des Sächsisch-Thüringischen Vereins für Vogelkunde und Vogelschutz zu Halle heraus, die mit dem dritten Band im Jahr 1878 in Monatsschrift des Deutschen Vereins zum Schutze der Vogelwelt aufging. Nach dem Tod von Schlechtendals am 24. Mai 1881 in Weißenfels übernahm Thienemann den Vorsitz des Deutschen Vereins zum Schutze der Vogelwelt und wurde zusätzlich mit der Nummer 6 des Bandes 7 auch Herausgeber der Monatsschrift, dem Publikationsorgans des Vereins.
Es waren weniger seine Publikationen oder Reisen mit denen Thienemann sich Anerkennung und Respekt unter den Vogelkundlern und Behörden seiner Zeit verschaffte. Mit vielen Menschen mit gleichen Interessen war er in ständigem freundschaftlichen Briefwechsel. Wiederholt wurde er für Schutzfragen in Gesetzen und Verordnungen herangezogen. Im Frühjahr des Jahres 1884 erhielt er vom preußischen Landwirtschaftsminister Robert Lucius von Ballhausen (1835–1914) das Mandat, Preußens auf der ersten Tagung des International Ornithological Congress am 10. April 1884 in Wien wahrzunehmen. Zu seinem Leidwesen war es Thienemann nicht vergönnt wirklich nach Wien zu fahren. So war sein letzter öffentlicher Auftritt die Oktober-Versammlung des Vereins in Torgau.
Kurz vor seinem Tod besuchte er seinen Freund Karl Theodor Liebe (1828–1894) in Gera. Damals ahnte er schon den bevorstehenden Tod, da er bereits vom wohl letzten Treffen der beiden sprach. Der Tod kam nicht unerwartet, denn sechs Jahre zuvor bekam er eine Herzaffektion als Folge von Gelenkrheumatismus. So starb er zu Hause im Beisein seiner Frau an einem plötzlichen Herzstillstand.

## Schriften (Auswahl)
- Die innerhalb meiner vier Pfähle nistende Vogelwelt I. Die Kohlmeise. In: Monatsschrift des Sächsisch-Thüringischen Vereins für Vogelkunde und Vogelschutz zu Halle. Band 2, 1877, S. 115–117.
- Die innerhalb meiner vier Pfähle nistende Vogelwelt II. Das Hausrothschwänzchen. In: Monatsschrift des Sächsisch-Thüringischen Vereins für Vogelkunde und Vogelschutz zu Halle. Band 2, 1877, S. 117–120.
- Die innerhalb meiner vier Pfähle nistende Vogelwelt III. Das Hausrothschwänzchen. In: Monatsschrift des Sächsisch-Thüringischen Vereins für Vogelkunde und Vogelschutz zu Halle. Band 2, 1877, S. 178–180.
- Die innerhalb meiner vier Pfähle nistende Vogelwelt IV. Der Grünling. In: Monatsschrift des Sächsisch-Thüringischen Vereins für Vogelkunde und Vogelschutz zu Halle. Band 2, 1877, S. 180–182.
- Die innerhalb meiner vier Pfähle nistende Vogelwelt III. Der Hänfling. In: Monatsschrift des Deutschen Vereins zum Schutze der Vogelwelt. Band 3, Nr. 1, 1878, S. 11–14 (online [abgerufen am 9. September 2015]).
- Die innerhalb meiner vier Pfähle nistende Vogelwelt IV. Die Sperlinge. In: Monatsschrift des Deutschen Vereins zum Schutze der Vogelwelt. Band 3, Nr. 4, 1878, S. 71–77 (online [abgerufen am 9. September 2015]).
- Hühnerkrankheiten betreffend. In: Monatsschrift des Deutschen Vereins zum Schutze der Vogelwelt. Band 3, Nr. 5/6, 1878, S. 85–87 (online [abgerufen am 9. September 2015]).
- Die Zergtrappe. In: Monatsschrift des Deutschen Vereins zum Schutze der Vogelwelt. Band 3, Nr. 5/6, 1878, S. 109 (online [abgerufen am 9. September 2015]).
- Die innerhalb meiner vier Pfähle nistende Vogelwelt V. Der Wendehals. In: Monatsschrift des Deutschen Vereins zum Schutze der Vogelwelt. Band 3, Nr. 8/9, 1878, S. 144–147 (online [abgerufen am 9. September 2015]).
- Neuer Bericht über die Zergtrappe in Thüringen. In: Monatsschrift des Deutschen Vereins zum Schutze der Vogelwelt. Band 3, Nr. 12, 1878, S. 205–206 (online [abgerufen am 9. September 2015]).
- Die Zwergtrappe (Otis tetrax) als Strich- und Stand-Vogel bei uns überwinternd. In: Monatsschrift des Deutschen Vereins zum Schutze der Vogelwelt. Band 4, Nr. 1/2, 1879, S. 26–28 (online [abgerufen am 9. September 2015]).
- Die innerhalb meiner vier Pfähle nistende Vogelwelt VI. Der Edelfink. In: Monatsschrift des Deutschen Vereins zum Schutze der Vogelwelt. Band 4, Nr. 3, 1879, S. 36–40 (online [abgerufen am 9. September 2015]).
- Die Zwergtrappe als Strich- und Standvogel. In: Monatsschrift des Deutschen Vereins zum Schutze der Vogelwelt. Band 4, Nr. 3, 1879, S. 41–43 (online [abgerufen am 9. September 2015]).
- Die innerhalb meiner vier Pfähle nistende Vogelwelt VII. Die Bachstelze. In: Monatsschrift des Deutschen Vereins zum Schutze der Vogelwelt. Band 4, Nr. 5/6, 1879, S. 76–80 (online [abgerufen am 9. September 2015]).
- Die innerhalb meiner vier Pfähle nistende Vogelwelt VIII. Der Fliegenschnäpper. In: Monatsschrift des Deutschen Vereins zum Schutze der Vogelwelt. Band 4, Nr. 9/10, 1879, S. 141–145 (online [abgerufen am 9. September 2015]).